# NA-1

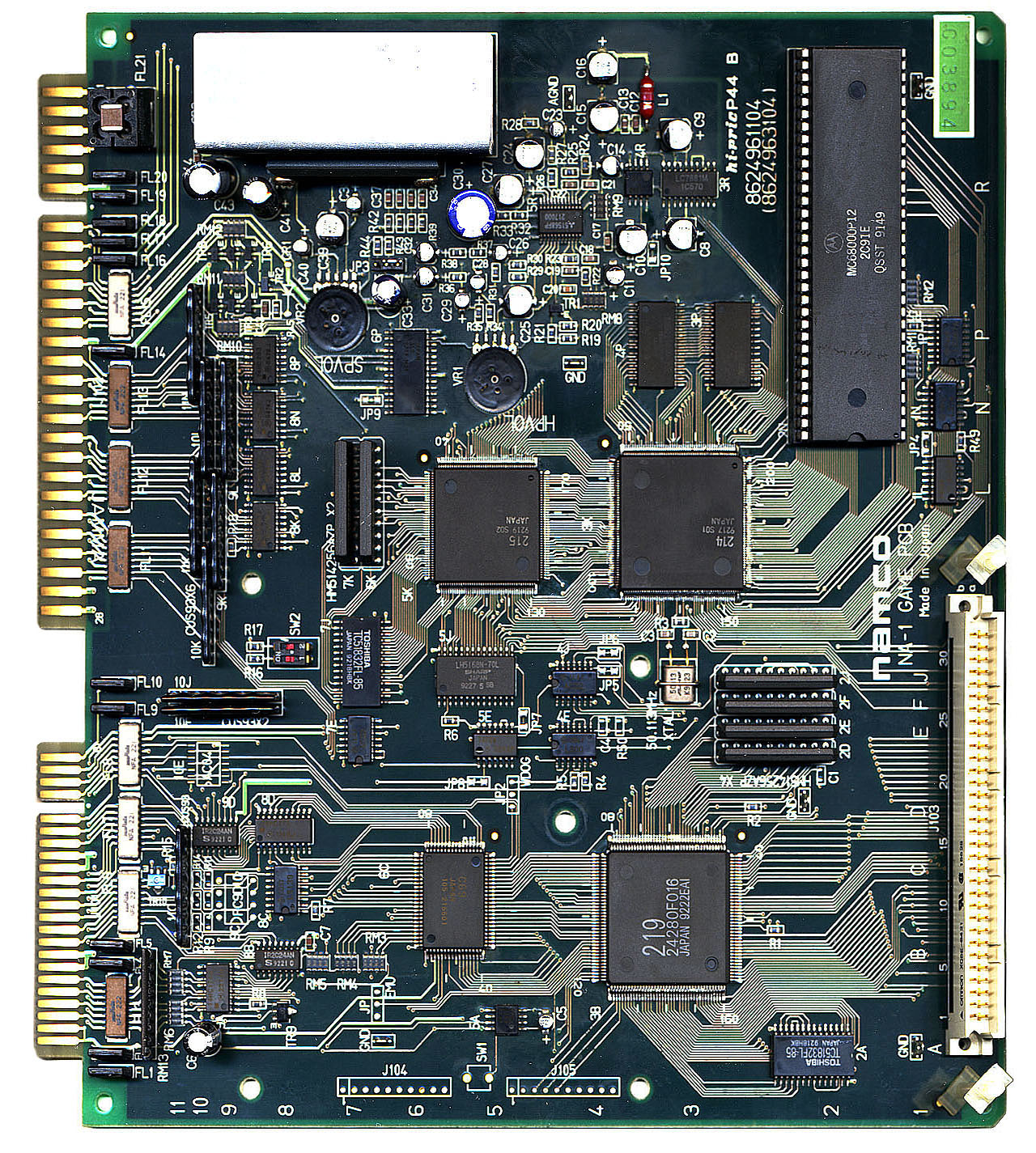
Le NA-1, créé en 1992 par Namco.

Le NA-1 est un système d'arcade destiné aux salles d'arcade, créé par Namco en 1992.

## Description
Le NA-1 commercialisé en 1992 par Namco est très similaire au NA-2 qui sortira un peu plus tard la même année.
Il est composé de deux pcb, une sorte de pcb « carte mère » et une pcb supportant le jeu. Bien que les deux systèmes (NA-1 et NA-2) soient très similaires, cette seconde pcb n'est pas compatible avec le NA-2 ; par contre la carte mère NA-2 est rétro-compatible et les jeux NA-1 fonctionnent…
Namco utilise cette fois ci un Motorola M68000 en processeur central. Le son est pris en charge par un processeur custom appelé C69 qui est un Mitsubishi M37702 modifié avec bios interne ; une puce sonore supplémentaire, une Namco C140 permet au son de fonctionner,.

## Spécifications techniques

### Processeurs
- Processeur principal : Motorola 68000 cadencé à 12,528 25 MHz

### Vidéo
- Résolution :
  - 304 × 224
  - 288 × 244
  - 244 × 288
- Palette de 8192 couleurs

### Audio
- Processeur son : C69 : Mitsubishi M37702 modifié avec bios interne cadencé à 12,528 25 MHz
- Namco Custom C140 24 canaux stéréo PCM cadencé à 0,044 1 MHz
- Capacité audio : Stéréo

## Liste des jeux
| Titre                          | Développeur | Éditeur | Système | Genre | Date |
| ------------------------------ | ----------- | ------- | ------- | ----- | ---- |
| Bakuretsu Quiz Ma-Q Dai Bouken | Namco       | Namco   | NA-1    |       | 1992 |
| Cosmo Gang the Puzzle          | Namco       | Namco   | NA-1    |       | 1992 |
| Emeraldia                      | Namco       | Namco   | NA-1    |       | 1993 |
| Exvania                        | Namco       | Namco   | NA-1    |       | 1992 |
| Fighter & Attacker             | Namco       | Namco   | NA-1    |       | 1992 |
| Super World Court              | Namco       | Namco   | NA-1    |       | 1992 |
| Tinkle Pit                     | Namco       | Namco   | NA-1    |       | 1993 |